# جيرهارد وولف
جيرهارد وولف (بالألمانية: Gerhard Wolf)‏ هو دبلوماسي ألماني، ولد في 12 أغسطس 1896 في درسدن في ألمانيا، وتوفي في 23 مارس 1971 في ميونخ في ألمانيا.